# Айхам Усу
Айхам Усу (швед. Aiham Ousou, нар. 9 січня 2000, Мельндаль) — сирійський футболіст, захисник чеського клубу «Славія».
На правах оренди грає в бельгійському «Шарлеруа».
Володар Кубка Чехії.

## Клубна кар'єра
Народився 9 січня 2000 року в місті Мельндаль. Вихованець футбольної школи клубу «Геккен». Дорослу футбольну кар'єру розпочав 2018 року в основній команді того ж клубу, в якій провів один сезон, взявши участь у 0 матчах чемпіонату. 
Згодом з 2020 по 2021 рік грав у складі команд «АФК Ескільстуна» та ГАІС.
До складу клубу «Славія» приєднався 2021 року. Станом на 3 серпня 2023 року відіграв за празьку команду 44 матчі в національному чемпіонаті.
У серпні 2023 року Усу був відправлений в оренду у шведський «Геккен», де грав до зимового трансферного вікна. Другу поливину сезону футболіст провів в оренді в іспанському «Кадісі».
31 липня 2024 року Усу також на правах оренди перейшов до бельгійського «Шарлеруа». Договір оренди складений з правом на викуп трансферу гравця.

## Виступи за збірну
У 2022 році дебютував в офіційних матчах у складі національної збірної Швеції.
У січні 2024 року айхам Усу був включений в заявку національної збірноїСирії на участь у Кубку Азії, що проходив в Катарі. 13 січня у матчі проти команди Узбекистану Усу дебютував у складі національної збірної Сирії.
| Дата       | Місто  | Господарі | Результат | Гості | Турнір           | Голи | Примітки |
| ---------- | ------ | --------- | --------- | ----- | ---------------- | ---- | -------- |
| 19-11-2022 | Мальме | Швеція    | 2 – 0     | Алжир | товариський матч | -    | 46'      |
| Усього     |        | Матчів    | 1         |       | Голів            | 0    |          |

## Титули і досягнення
- Володар Кубка Чехії (1):

«Славія»: 2022-2023